# Asestra cabiria
Asestra cabiria är en fjärilsart som beskrevs av Druce 1892. Asestra cabiria ingår i släktet Asestra och familjen mätare. Inga underarter finns listade i Catalogue of Life.